# 제16회 카를로비바리 국제 영화제
제16회 카를로비바리 국제 영화제는 1968년 7월 5일에 열린 시상식이다.

## 수상 및 후보

### 대상(장편)
- Rozmarné léto - Jiří Menzel 수상

### 심사위원특별상(장편)
- Šestoje ijulja - Julij Karasik 수상
- Bohóc a falon - Pál Sándor 수상

### 여우주연상(장편)
- 불쌍한 암소 - 캐롤 화이트 수상

### 남우주연상(장편)
- Tvoj Sovremennik - Nikolaj Plotnikov 수상